# Renaissance nordique

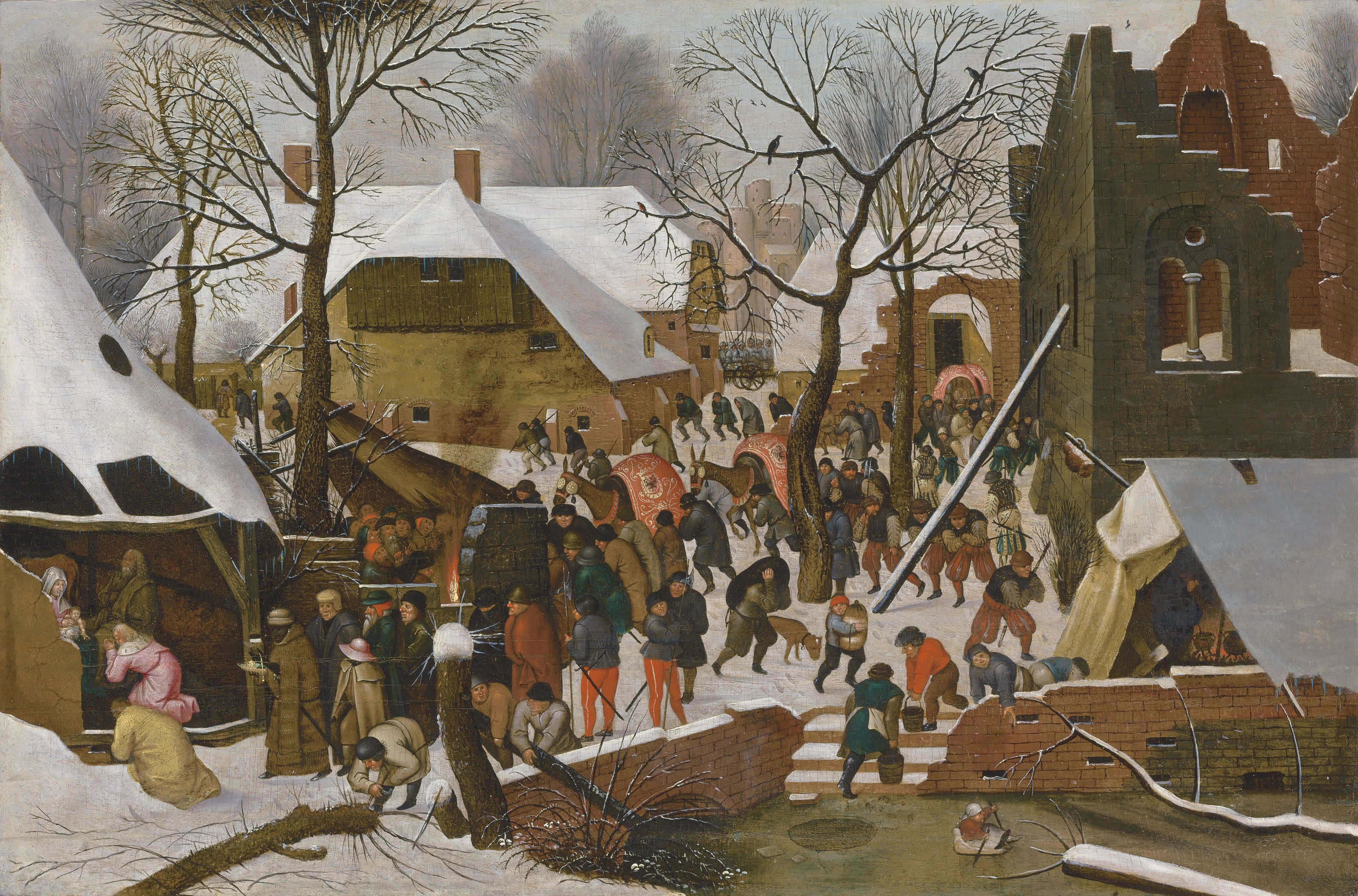
L'Adoration des mages dans un paysage d'hiver (1563) par Pieter Bruegel l'Ancien

La Renaissance nordique ou Renaissance du Nord est la Renaissance ayant eu lieu dans les pays du nord de l'Europe, notamment par opposition à la Renaissance italienne qui ne se limite qu'à l'Italie.